# Cendea de Cizur
Cizur (baskisch Zizur Zendea) ist eine Verbandsgemeinde in der Autonomen Gemeinschaft Navarra und liegt etwa sieben Kilometer westlich von Pamplona. Die Gemeinde besteht aus elf Orten, von denen acht eine eigene Ortvertretung (Concejo) besitzen. Die Orte mit eigenen Vertretungen sind Astrain, Cizur Menor, Gazólaz, Larraya, Muru-Astrain, Paternáin, Undiano und Zariquiegui. Daneben gehören noch die inzwischen unbesiedelten Orte Eriete, Guenduláin und Sagues zur Gemeinde. Weiterhin ist auch der alte Name Cendea de Cizur gebräuchlich.

## Geschichte

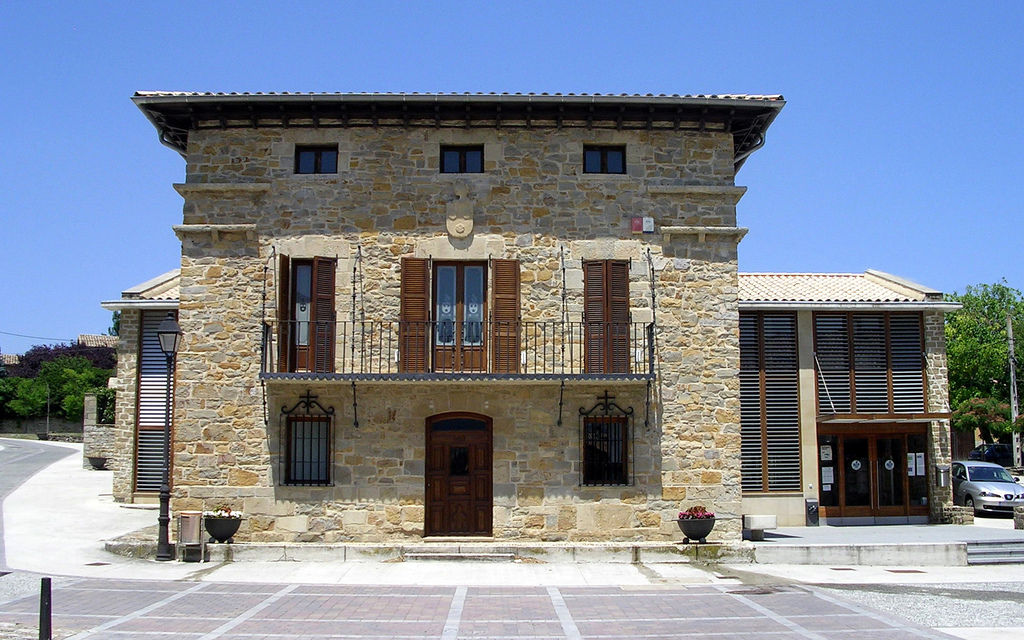
Ayuntamiento de la Cendea de Cizur.

Wie Funde von bearbeiteten Feuersteinen zeigen, war das Gemeindegebiet bereits in prähistorischer Zeit besiedelt. Im Mittelalter entstanden die Burg von Guenduláin und weitere Herrenhäuser in anderen Dörfern. In dieser Zeit waren große Teile des Gemeindegebiets im Besitz kirchlicher Institutionen, wie des Malteserordens und der Klöster von Irache und Roncesvalles. Im 16. und 17. Jahrhundert erlebte die Bevölkerung einen gewissen wirtschaftlichen Aufschwung. Das 20. Jahrhundert war geprägt durch einen starken Bevölkerungszuwachs in Orten, die nahe an Pamplona liegen, während die ländlichen Orte von Niedergang geprägt waren.

## Stadtverwaltung
1979 fand die erste demokratische Kommunalwahl statt, an der alle erwachsenen Einwohner mit spanischer oder EU Staatsbürgerschaft teilnehmen durften. Gewählt wurden elf Gemeinderatsmitglieder. Das Rathaus mit dem Sitz des Bürgermeisters befindet sich in dem Ort Gazólaz.

## Wirtschaft
Die Gemeinde ist vor allem landwirtschaftlich geprägt. Der touristische Dienstleistungssektor erlebt in den letzten Jahren erheblichen Zuwachs durch die stark steigende Anzahl von  Pilgern und Touristen auf dem Camino Francés.

## Bevölkerungsentwicklung der Gemeinde
- Nach 1991 gehörte der Ort Barañain nicht mehr zur Gemeinde.
- nach 2001 gehörten die Orte Zizur Mayor und Zizur Nagusia nicht mehr zur Gemeinde